# Пур
Пур е река в Азиатската част на Русия, Западен Сибир, Ямало-Ненецки автономен окръг, Тюменска област, вливаща се в Тазовския залив (източно разклонение на Обския залив) на Карско море.
Дължината ѝ е 389 km, а включвайки лявата съставяща я река Пякупур (542 km) и нейнвата дясна съставяща Янкъягун (93 km), е 1024 km.
Река Пур се образува от сливането на двете съставящи я реки Пякупур (542 km, лява съставяща) и Айваседапур (179 km, дясна съставяща), на 29 m н.в., при град Тарко Сале Ямало-Ненецкия автономен окръг). По цялото си протежение реката тече в северна посока през Западносибирската равнина в широка и заблатена долина с множество меандри, старици, ръкави и непостоянни пясъчни острови. След село Самбург се разклонява на отделни ръкави, като образува голяма делта с ширина 21 km, чрез която се влива в най-южната част на Тазовския залив (източно разклонение на Обския залив) на Карско море.
Водосборният басейн на Пур заема площ от 112 хил. km2 и обхваща големи части от Ямало-Ненецкия автономен окръг.
Границите на водосборния басейн на реката са следните:
- на запад и северозапад – водосборните басейни на реките Надим, Нида и други по-малки, вливащи се в Обския и Тазовския залив на Карско море;
- на изток – водосборния басейн на река Таз, вливаща се в Тазовския залив на Карско море;
- на юг – водосборния басейн на река Об.

Река Пур получава 44 притока с дължина над 20 km, като 12 са с дължина над 100 km:
- 389 → Пякупур 542 / 31400, град Тарко Сале
- 389 ← Айваседапур 178 / 28100, град Тарко Сале
- 383 → Хилмигъяха 132 / 940
- 332 → Ягенета 233 / 8350
- 308 ← Трибъяха 116 / 1140
- 247 ← Голяма Хадиръяха 237 / —, при посьолок Уренгой
- 223 → Еваяха 201 / 3970
- 164 ← Нгарка Хадитаяха 153 / 1970
- 144 ← Надосаляхадита 146 / 1470
- 140 → Малхояха 141 / 2080
- 52 → Тобъяха 199 / 7110 (влива се в протока Тоясьо)
- 16 → Хадуте 373 / 8040

Подхранването на реката е смесено, като преобладава снежното. Среден годишен отток 1040 m3/s, максимален – до 10000 m3/s. Замръзва през ноември, а се размразява през май. През 70-те години на 20 в. няколко лета подред реката не се е размразявала
По течението на Надим са разположени само три постоянни населени места: град Тарко Сале (при сливането на двете съставящи я реки), посьолок Уренгой (в средното течение) и село Самбург преди делтата на реката.
При пълноводие реката е плавателна по цялото си течение. Във водосборния басейн на Пур се намират голямото Уренгойско газово и Губкинското нефтогазово находища.